# American Horror Story: 1984
American Horror Story: 1984 es la novena temporada de la serie de televisión antológica de terror de FX American Horror Story, creada por Ryan Murphy y Brad Falchuk. Se estrenó el 18 de septiembre de 2019. La temporada ha sido descrita como fuertemente influenciada por las películas clásicas de slasher y terror de la década de 1980 como Viernes 13 y Halloween.
Los miembros del elenco que regresan de temporadas anteriores incluyen a Emma Roberts, Billie Lourd, Leslie Grossman, Cody Fern, John Carroll Lynch, Leslie Jordan, Tanya Clarke, Lily Rabe, Dylan McDermott, y Finn Wittrock junto con los nuevos miembros Matthew Morrison, Gus Kenworthy, Angelica Ross y Zach Villa. 1984 marca la primera temporada en no presentar a los actores principales de la serie Evan Peters y Sarah Paulson.

## Elenco y personajes
| - Emma Roberts como Brooke Thompson - Billie Lourd como Montana Duke - Leslie Grossman como Margaret Booth - Cody Fern como Xavier Plympton - Matthew Morrison como Trevor Kirchner - Gus Kenworthy como Chet Clancy - John Carroll Lynch como Benjamin Richter «Sr. Jingles» - Angelica Ross como Donna Chambers - Zach Villa como Richard Ramirez | - DeRon Horton como Ray Powell - Orla Brady como Dra. Karen Hopple - Lou Taylor Pucci como Jonas Shevoore - Tara Karsian como Chef Bertie - Emma Meisel como Midge - Kat Solko como Helen - Conor Donnally como Eddie - Sean Liang como Wide Load - Leslie Jordan como Courtney - Lily Rabe como Lavinia Richter - Dylan McDermott como Bruce |

### Invitado
- Mitch Pileggi como Art
- Don Swayze como Roy
- Todd Stashwick como Blake
- Steven Culp como Sr. Thompson
- Spencer Neville como Joey Cavanaugh
- Dreama Walker como Rita
- Mark Daugherty como Chan
- Tim Russ como David Chambers
- Richard Gunn como un jefe adjunto
- Nick Chinlund como un guardia de prisión
- Tanya Clarke como Lorraine Richter
- Yvonne Zima como Red
- Eric Staves como Dustin
- Connor Cain como Benjamin joven en 1948
- Stefanie Black como Stacey Phillips
- Finn Wittrock como Bobby Richter

## Episodios
| N.º en serie | N.º en temp. | Título              | Dirigido por          | Escrito por                | Fecha de emisión original | Código de prod. | Audiencia (millones) |
| ------------ | ------------ | ------------------- | --------------------- | -------------------------- | ------------------------- | --------------- | -------------------- |
| 95           | 1            | «Camp Redwood»      | Bradley Buecker       | Ryan Murphy & Brad Falchuk | 18 de septiembre de 2019  | 9ATS01          | 2,13                 |
| 96           | 2            | «Mr. Jingles»       | John J. Gray          | Tim Minear                 | 25 de septiembre de 2019  | 9ATS02          | 1,49                 |
| 97           | 3            | «Slashdance»        | Mary Wigmore          | James Wong                 | 2 de octubre de 2019      | 9ATS03          | 1,34                 |
| 98           | 4            | «True Killers»      | Jennifer Lynch        | Jay Beattie                | 9 de octubre de 2019      | 9ATS04          | 1,29                 |
| 99           | 5            | «Red Dawn»          | Gwyneth Horder-Payton | Dan Dworkin                | 16 de octubre de 2019     | 9ATS05          | 1,09                 |
| 100          | 6            | «Episode 100»       | Loni Peristere        | Ryan Murphy & Brad Falchuk | 23 de octubre de 2019     | 9ATS06          | 1,35                 |
| 101          | 7            | «The Lady in White» | Liz Friedlander       | John Gray                  | 30 de octubre de 2019     | 9ATS07          | 1,05                 |
| 102          | 8            | «Rest in Pieces»    | Gwyneth Horder-Payton | Adam Penn                  | 6 de noviembre de 2019    | 9ATS08          | 1,05                 |
| 103          | 9            | «Final Girl»        | John J. Gray          | Crystal Liu                | 13 de noviembre de 2019   | 9ATS09          | 1,08                 |

## Producción

### Desarrollo
El 12 de enero de 2017, American Horror Story fue renovada por una novena temporada, con una renovación de dos temporadas junto a Apocalypse, programada para emitirse en 2019. El 10 de abril de 2019, el cocreador de la serie Ryan Murphy anunció que el título de la temporada sería 1984. La temporada ha sido descrita como fuertemente influenciada por las películas clásicas de slasher y terror como Viernes 13, A Nightmare on Elm Street y Halloween.
El 24 de junio de 2019, FX anunció que la temporada se estrenaría el 18 de septiembre de 2019. El 26 de agosto, se lanzó el tráiler oficial de la temporada. El 12 de septiembre, Murphy reveló los créditos de apertura de 1984 a través de su cuenta de Instagram. Explicó que se inspiró en el concepto hecho por fanáticos de Corey Vega, que lo impresionó fuertemente. Como resultado, invitó a Vega a trabajar con el veterano colaborador de la serie Kyle Cooper en la secuencia oficial. Más tarde ese mes, FX lanzó oficialmente los carteles promocionales de la temporada, confirmando los nombres de los personajes del elenco principal.
El 17 de octubre de 2019, se anunció que 1984 concluiría con su noveno episodio, uno menos que los 10 episodios que se ordenaron originalmente. Esto la convierte en la temporada más corta de toda la serie, y la tercera temporada después de Murder House y Hotel en reducir su número de episodios originales.

### Casting
El 6 de febrero de 2019, Murphy reveló que Emma Roberts y el recién llegado a la serie Gus Kenworthy protagonizarían en la temporada. En julio de 2019, Angelica Ross anunció que tendría un papel principal en la temporada. Más tarde ese mes, se confirmó que Billie Lourd, Cody Fern, Leslie Grossman, y John Carroll Lynch regresarían a la serie, con los nuevos miembros del elenco Matthew Morrison, DeRon Horton y Zach Villa. En octubre de 2019, las filmaciones confirmaron que el miembro original del elenco Dylan McDermott aparecería en la temporada. Más tarde ese mes, la veterana de la serie Lily Rabe confirmó a través de su cuenta de Instagram que aparecería en el séptimo episodio de la temporada. En noviembre de 2019, se confirmó que Finn Wittrock regresaría para el final de la temporada.
El 2 de abril de 2019, el pilar de la serie Evan Peters, quien había protagonizado las ocho temporadas anteriores, anunció que no aparecería en esta temporada. El 23 de mayo de 2019, Billy Eichner, quien apareció en Cult y Apocalypse, declaró que no volvería en la temporada. El 8 de julio de 2019, Deadline Hollywood informó que Sarah Paulson tendría un papel más pequeño en 1984 que en temporadas anteriores, debido a sus compromisos con la serie de Murphy de Netflix Ratched. Sin embargo, en octubre de 2019, la propia Paulson confirmó que no aparecería en 1984 como se planeó originalmente.

### Filmación
El 11 de julio de 2019, Murphy confirmó que la temporada comenzó a filmarse.

## Recepción

### Recepción crítica
El sitio web Rotten Tomatoes le otorga a la temporada un índice de aprobación del 95 %, con una calificación promedio de 7,94/10, basado en 5 revisiones. El consenso crítico del sitio dice: «Una combinación casi perfecta de tropos slasher y giros característicos de American Horror Story: 1984 es un buen momento sangriento».
| American Horror Story (temporada 9): Recepción crítica por episodio                      |                                                                  |
| ---------------------------------------------------------------------------------------- | ---------------------------------------------------------------- |
| Gráfico no disponible temporalmente debido a problemas técnicos.                         |                                                                  |
| - Temporada 9 (2019): Porcentaje de reseñas positivas según el sitio web Rotten Tomatoes |                                                                  |
|                                                                                          | Gráfico no disponible temporalmente debido a problemas técnicos. |

### Audiencias
| N.º | Título              | Fecha de emisión         | ÍA (18–49) | Audiencia (millones) | DVR (18–49) | Audiencia DVR (millones) | Total (18–49) | Audiencia total (millones) |
| --- | ------------------- | ------------------------ | ---------- | -------------------- | ----------- | ------------------------ | ------------- | -------------------------- |
| 1   | «Camp Redwood»      | 18 de septiembre de 2019 | 1,0        | 2,13                 | —           | —                        | —             | —                          |
| 2   | «Mr. Jingles»       | 25 de septiembre de 2019 | 0,7        | 1,49                 | 1,1         | 2,42                     | 1,8           | 3,92                       |
| 3   | «Slashdance»        | 2 de octubre de 2019     | 0,6        | 1,34                 | 1,0         | 2,09                     | 1,6           | 3,44                       |
| 4   | «True Killers»      | 9 de octubre de 2019     | 0,6        | 1,29                 | 1,0         | 1,95                     | 1,6           | 3,25                       |
| 5   | «Red Dawn»          | 16 de octubre de 2019    | 0,5        | 1,09                 | 0,9         | 1,87                     | 1,5           | 2,96                       |
| 6   | «Episode 100»       | 23 de octubre de 2019    | 0,6        | 1,35                 | 0,9         | 1,90                     | 1,5           | 3,26                       |
| 7   | «The Lady in White» | 30 de octubre de 2019    | 0,5        | 1,05                 | —           | —                        | —             | —                          |
| 8   | «Rest in Pieces»    | 6 de noviembre de 2019   | 0,5        | 1,05                 | —           | —                        | —             | —                          |
| 9   | «Final Girl»        | 13 de noviembre de 2019  | 0,5        | 1,08                 | —           | —                        | —             | —                          |